# Irena Odrzywołek

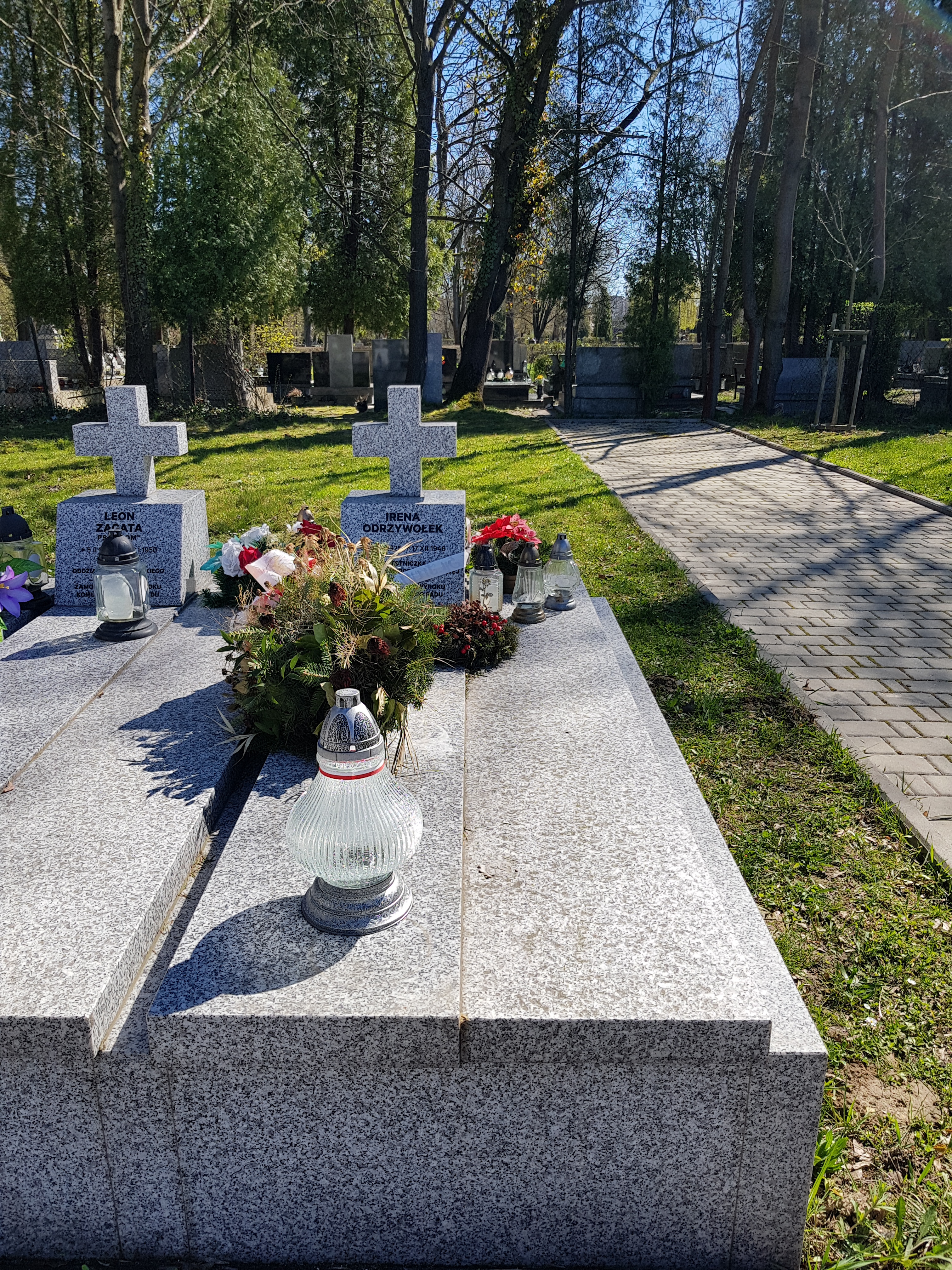
Grób Ireny Odrzywołek na Cmentarzu Rakowickim w Krakowie

Irena Odrzywołek (ur. 20 grudnia 1925 w Byczynie, zm. 17 grudnia 1946 w Katowicach) – strażniczka więzienna, współpracująca ze Zgrupowaniem Partyzanckim „Błyskawica” mjr. Józefa Kurasia przy rozbiciu więzienia św. Michała w Krakowie, zamordowana przez władze komunistyczne.

## Życiorys
W czasie II wojny światowej Irena Odrzywołek pracowała m.in. w rodzinnym tartaku. W 1945 r. podjęła pracę w więzieniu św. Michała w Krakowie, gdzie była kierowniczką pralni. Rok później nawiązała kontakt z więzionym tu ppor. Bolesławem Pronobisem „Ikarem”, b. żołnierzem AK i dowódcą oddziału NSZ „Huragan”. W sierpniu 1946 r. przemyciła do więzienia pistolety i granaty, które przekazała uwięzionym członkom podziemia antykomunistycznego. Broń ta odegrała kluczową rolę w dniu 18 sierpnia 1946 r., kiedy to uzbrojeni więźniowie we współpracy z 6 kompanią Zgrupowania Partyzanckiego „Błyskawica” Józefa Kurasia „Ognia" opanowali większość cel i uwolnili 62 osoby. Po tej akcji Irena Odrzywołek ukrywała się, prowadząc nadal działalność konspiracyjną. W listopadzie 1946 r. została aresztowana w Gliwicach. 3 grudnia 1946 r. Wojskowy Sąd Rejonowy w Katowicach skazał ją na karę śmierci. Wyrok wykonano kilkanaście dni później, tuż przed 21. rocznicą jej urodzin. Jej doczesne szczątki, odnaleziono we wrześniu 2019 r. podczas prac ekshumacyjnych prowadzonych przez IPN na cmentarzu komunalnym przy ul. Panewnickiej w Katowicach. Zostały uroczyście pochowane 18 sierpnia 2023 r., dokładnie w siedemdziesiątą siódmą rocznice akcji. Spoczywają na Cmentarzu Rakowickim w Krakowie.

## Upamiętnienie
Irenę Odrzywołek upamiętniono w jej rodzinnej Byczynie, dziś dzielnicy Jaworzna, nadając jej imię jednej z ulic. 
W 2023 została pośmiertnie odznaczona Krzyżem Kawalerskim Orderu Odrodzenia Polski.